# The Fires of Youth
The Fires of Youth er en amerikansk stumfilm fra 1917 af Emile Chautard.

## Medvirkende
- Frederick Warde som Pemberton.
- Helen Badgley som Billy.
- Ernest Howard
- Jeanne Eagels
- Robert Vaughn som Jim.